# Birgit Hamann
Birgit Hamann, geb. Wolf (* 11. September 1969 in Böblingen, Baden-Württemberg), ist eine ehemalige deutsche Leichtathletin und Olympiateilnehmerin, die in den 1980er und 1990er Jahren als Sprinterin und 100-Meter-Hürdenläuferin erfolgreich war. Bis 2000 startete sie für die Bundesrepublik Deutschland.
Am 8. Februar 1986 war sie als 16-Jährige in Sindelfingen an einer Hallenweltbestleistung im 4-mal-200-Meter-Lauf beteiligt, bei dem eine Staffel des VfL Sindelfingen mit Andrea Thomas, Ulrike Sarvari, Birgit Wolf und Heidi-Elke Gaugel eine Zeit von 1:33,56 min erreichte.
Im 100-Meter-Hürdenlauf wurde sie bei den Junioreneuropameisterschaften 1987 Siegerin (13,34 s) und bei den Juniorenweltmeisterschaften 1988 Zweite (13,51 s).
Ohne die Endläufe zu erreichen, startete die Deutsche Meisterin von 1996 bei den Olympischen Spielen 1996, bei den Weltmeisterschaften 1995, bei den Hallenweltmeisterschaften 1993 sowie bei den Halleneuropameisterschaften 1990 und 1996.
Birgit Wolf gehörte dem Sportverein VfL Sindelfingen an. Bei einer Größe von 1,75 m hatte sie ein Wettkampfgewicht von 68 kg.
1997 kam die Sportlerin unter Dopingverdacht, als sie im ZDF öffentlich machte, dass der Freiburger Professor Armin Klümper ihr zwischen 1994 und 1996 ohne ihr Wissen das Wachstumshormon Genotropin verabreicht habe. Die Staatsanwaltschaft Freiburg ermittelte wegen vorsätzlicher Körperverletzung gegen Klümper, stellte das Verfahren aber ein, obwohl er nachweislich mit Mitteln des Bundesinnenministeriums Genotropin beschafft hatte.